# Michael McIntyre (regatista)
Michael Mackay McIntyre (Glasgow, 29 de junio de 1956) es un deportista británico que compitió en vela en las clases Finn y Star. 
Participó en dos Juegos Olímpicos de Verano, obteniendo una medalla de oro en Seúl 1988, en la clase Star (junto con Bryn Vaile), y el séptimo lugar en Los Ángeles 1984 (clase Finn). Ganó una medalla de oro en el Campeonato Europeo de Finn de 1984.

## Palmarés internacional
| Campeonato Europeo | Campeonato Europeo     | Campeonato Europeo | Campeonato Europeo |
| Año                | Lugar                  | Medalla            | Clase              |
| ------------------ | ---------------------- | ------------------ | ------------------ |
| 1984               | Władysławowo (Polonia) | Medalla de oro     | Finn               |

| Juegos Olímpicos | Juegos Olímpicos     | Juegos Olímpicos | Juegos Olímpicos |
| Año              | Lugar                | Medalla          | Clase            |
| ---------------- | -------------------- | ---------------- | ---------------- |
| 1988             | Seúl (Corea del Sur) | Medalla de oro   | Star             |